# Сергеевский сельский округ (Акмолинская область)
Серге́евский се́льский окру́г (каз. Сергеевка ауылдық округі) — административная единица в составе Атбасарского района Акмолинской области Республики Казахстан. 
Административный центр — село Сергеевка.

## География
Административно-территориальное образование расположено в центрально-западной части Атбасарского района. В состав сельского округа входит 3 населённых пункта. 
Площадь территории сельского округа составляет — 523,57 км2. Из них сельскохозяйственные угодья занимают — 452,65 км2 (86,45 %).
Граничит с землями административно-территориальных образований: Покровский сельский округ — на севере, город Атбасар — на северо-востоке, Тельманский сельский округ — на востоке, сельский округ Акана Курманова — на юге, Жаксынский район — на западе.
Территория сельского округа расположена на Казахском мелкосопочнике. Рельеф местности представляет собой в основном прямые равнинные поля, в местах — волнистые, с малыми возвышенностями: с общим уклоном с севера на юг (на реку Ишим). Средняя абсолютная высота округа — 300 метров. 
Гидрографическая сеть представлена озёрами — Борлыколь, Едыге, Камышное, Сухое Камышное, Узынколь, Чебачье и другие малые. Протекает река Ишим — образующая южные границы сельского округа.
Климат холодно-умеренный, с хорошей влажностью. Среднегодовая температура воздуха положительная и составляет около +4,0°С. Среднемесячная температура воздуха в июле достигает +20,5°С. Среднемесячная температура января составляет около -15,0°С. Среднегодовое количество осадков составляет около 395 мм. Основная часть осадков выпадает в период с июня по июль.
Через территорию сельского округа проходит автодорога Р-217, и автодорога областного значения КС-7 «Сочинское — Атбасар» на восточной части. На северной —проходит Южно-Сибирская железнодорожная магистраль. Имеется станция («Обгонный пункт №86» близ города Атбасар, в 9 километрах к западу от него). 

## История
В 1989 году существовал как — Сергеевский сельсовет (сёла Сергеевка, Еректы, Самарка).
В периоде 1991—1998 годов:
- сельсовет был преобразован в сельский округ в соответствии с реформами административно-территориального устройства Республики Казахстан;
- село Еректы было переведено в категорию иных поселений и исключёно из учётных данных (как самостоятельная административно-территориальная единица);
- село Ащиколь из Садового сельского округа — было передано в административное подчинение к Сергеевскому сельскому округу.

## Население
| Численность населения | Численность населения | Численность населения |
| 1989                  | 1999                  | 2009                  |
| --------------------- | --------------------- | --------------------- |
| 3089                  | ↗3132                 | ↘1711                 |

## Состав
| № | Населённый пункт | Тип населённого пункта       | Население, 1989 | Население, 1999 | Население, 2009 |
| - | ---------------- | ---------------------------- | --------------- | --------------- | --------------- |
| 1 | Ащиколь          | село                         | 461             | 360             | 123             |
| 2 | Еректы           | село, упразднено             | 10              | -               | -               |
| 3 | Самарка          | село                         | 1 027           | 875             | 430             |
| 4 | Сергеевка        | село, административный центр | 2 062           | 1 897           | 1 158           |

## Экономика[8]
Сельское хозяйство
Ведущей отраслью в сельском округе является растениеводство. На 1 января 2021 года на территории округа осуществляют свою деятельность 12 ТОО и 12 крестьянско-фермерских хозяйств.
Общая посевная площадь по округу составила 257,31 км2 (при средней урожайности 12,8 ц/га).
По состоянию на 1 января 2020 года поголовье скота по округу составляло: КРС — 1 379 голов, овец и коз — 2 234 голов, лошадей — 740 голов, свиней — 313 гол; птицы — 5 477 штук.
Предпринимательство
В сельском округе действуют 9 более значимых объектов малого бизнеса. Всего на территории округа осуществляют предпринимательскую деятельность 74 человек.

## Инфраструктура[8]
Образование
В сельском округе функционирует две школы: Сергеевская средняя школа и Самарская основная школа. При школах функционирует дошкольные мини-центры
Здравоохранение
На территории округа работают — Сергеевская врачебная амбулатория, медпункты в сёлах Самарка и Ащиколь.
Культура и спорт
Сеть организаций культуры округа насчитывает —5 объектов культуры, из них учреждений культуры клубного типа — 2, библиотек — 2.
Две сельские библиотеки, располагают книжным фондом — 28 692 экземпляров, в том числе на государственном языке — 3 980 экземпляров.

## Местное самоуправление
Аппарат акима Сергеевского сельского округа — село Сергеевка, улица Кокше, 25.
- Аким сельского округа — Сүлеймен Аян Қажымұратұлы[1].